# Thongwa Dönden
| Tibetische Bezeichnung                    |
| ----------------------------------------- |
| Tibetische Schrift: མཐོང་བ་དོན་ལྡན་          |
| Wylie-Transliteration: mthong ba don ldan |

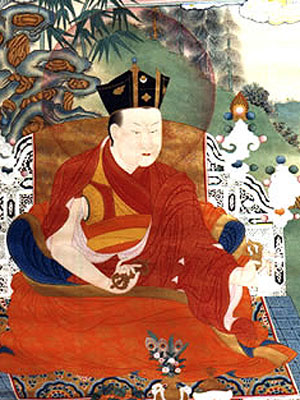
Der 6. Karmapa

Thongwa Dönden (tib.: mthong ba don ldan; geb. 1416 in Kham; gest. 1453) war der 6. Karmapa der Karma-Kagyü-Schule des tibetischen Buddhismus.

## Biographie
Thongwa Dönden erklärte als Kind bei einer Begegnung mit Ngompa Chadral, einem Schüler des 5. Karmapa, er sei der Karmapa. Er wurde vom 3. Shamarpa Chöpel Yeshe,  in Karma Gön gekrönt. Chöpel Yeshe, Jamyang Dragpa, Khenchen Nyephuwa und besonders Ratnabhadra, der damalige Haupt-Linienhalter der Karma-Kagyü unterrichteten ihn in den Lehren der Kagyü-Übertragungslinie.
Schon in jungen Jahren begann Thongwa Dönden viele tantrische Rituale zu entwerfen und gründete eine Art Liturgie für die Karma-Kagyü. Er ließ sich auch in den Lehren der Shangpa-Kagyü unterrichten und integrierte die Lehre des Shijay der Yogini Machig Labdrön in das Lehrsystem der Karma-Kagyü. Thongwa Dönden gab viele Belehrungen, ließ Klöster restaurieren und Bücher drucken um die Sangha zu stärken. Als er seinen baldigen Tod ahnte, zog er sich ins Retreat zurück und übertrug die Regentschaft an den 1. Tshurphu Gyeltshab Rinpoche Peljor Döndrub (1427–1489). Er hinterließ auch einen Hinweis darauf, wo er als Nächstes wiedergeboren werden sollte. Sein spiritueller Erbe war Bengar Jampel Sangpo (tib.: ban sgar ba 'jam dpal bzang po), der ein in der Karma-Kagyü berühmtes Mahamudra-Linien Bittgebet verfasste. Thongwa Dönden starb im Alter von 38 Jahren, seine Nachfolger waren Bengar Jampel Sangpo (15.–16. Jahrhundert), der Hauptlehrer des 7. Karmapa wurde, und Goshri Peljor Döndrub.